# Заславский, Григорий Анатольевич
Григо́рий Анато́льевич Засла́вский (род. 10 августа 1967, Москва, РСФСР, СССР) — российский театральный критик. Ректор Российского института театрального искусства — ГИТИСа с 2016 года. Кандидат филологических наук. Заслуженный деятель искусств Российской Федерации (2021).

## Биография
В 1984 году поступил в Первый Московский медицинский институт имени Сеченова, после окончания второго курса был призван в ряды Советской армии. После армии в 1988 году поступил в ГИТИС.
Окончил театроведческий факультет Российской академии театрального искусства в 1993 году, курс Инны Соловьёвой.
Первую рецензию опубликовал в 1989 году в газете «Московский комсомолец». В 1990 году стал первым директором театра «Геликон-опера». Работал в журналах «Музыкальная жизнь», «Московский наблюдатель», был театральным обозревателем «Радио России», радиостанций «Надежда», «Говорит Москва», «Маяк». С 1993 года по 2016 год (с перерывом в 2001—2002 годы) сотрудник «Независимой газеты», редактор, завотделом культуры, заместитель заведующего отделом культуры. Кроме того, в 2004—2007 годах — ведущий рубрики в журнале «Октябрь» посвящённой театру. Обозреватель информационного канала «Вести». Ведущий программ «Культ/Туризм» и «Культ личности» на телеканале «Мир». Член Комиссии Союза театральных деятелей РФ по образованию.
Кандидат филологических наук (2011), тема диссертации «Трагедия Я. Б. Княжнина „Росслав“: национальный миф о герое-воине и проблемы историзма». Доцент кафедры истории театра России ГИТИС.
С 16 мая 2016 года исполнял обязанности ректора ГИТИСа. 15 ноября 2016 года избран ректором Российского института театрального искусства — ГИТИСа.
Член Общественной палаты Российской Федерации 7-го созыва, первый заместитель председателя Комиссии по вопросам развития культуры и сохранению духовного наследия (с 2020).
Заслуженный деятель искусств Российской Федерации (2021).
В феврале 2022 года подписал обращение ректоров Ассоциации учебных заведений искусства и культуры, в котором поддерживалось признание Российской Федерацией ДНР и ЛНР.
Лауреат премии города Москвы в области литературы и искусства в номинации «Просветительская деятельность» (2010) за книгу «Москва театральная. Путеводитель».
Награждён Почётной грамотой Президента Российской Федерации за большой вклад в развитие отечественной культуры и искусства, многолетнюю плодотворную деятельность.
Жена — Оксана Владимировна Заславская (род. 1970). Трое детей — Ася, архитектор, художник; Михаил, на 2023 год — магистрант истфака МГУ; Федор Фома, на 2023 год — учащийся школы № 91.

## Публикации
- Григорий Заславский Список публикаций / Журнальный зал // Сайт Magazines.russ.ru
- Григорий Заславский Список публикаций / Русский журнал // Сайт Old.russ.ru
- Григорий Заславский Москва театральная. Путеводитель. — М.: Олимп, Астрель, 2009. тир. 3000. 978-5-271-22848-3, 978-5-7390-2306-3
- Григорий Заславский Демисезонная книжка. Спектакли московских театров, увиденные и описанные Григорием Заславским. — М.: Издательство «Независимая газета», 2011. — 208 с. 978-5-86712-176-1